# Rolf Nolden (Zahnmediziner)
Rolf Nolden (* 27. September 1934 in Köln; † 10. Juli 2019) war ein deutscher Zahnmediziner und Hochschullehrer. Er war Direktor der Klinik und Poliklinik für Zahn-, Mund- und Kieferkrankheiten sowie Direktor der Poliklinik für Zahnerhaltung und Parodontologie der Rheinischen Friedrich-Wilhelms-Universität Bonn.

## Leben
Rolf Nolden legte nach dem Studium der Zahnheilkunde an der Universität zu Köln 1960 das zahnmedizinische Staatsexamen mit der Note „Sehr gut“ ab und wurde 1962 ebenda zum Dr. med. dent. promoviert. Bis 1967 war er wissenschaftlicher Assistent, dann akademischer Rat, Oberarzt (1969) und akademischer Oberrat (1970) an der Poliklinik für Zahnerhaltung und Parodontologie der Universität zu Köln. 1977 habilitiert, erhielt er 1980 Rufe bzw. primo-loco Platzierungen auf die Ordinariate in Hamburg und in Aachen, die er aber zugunsten des Rufes an die Universität Bonn ablehnte. Dort wurde er 1981 als Nachfolger von  Ernst Sauerwein zum Direktor der Klinik und Poliklinik für Zahn-, Mund- und Kieferkrankheiten sowie zum Direktor der Poliklinik für Zahnerhaltung und Parodontologie bestellt. Von 1983 bis 1985 und von 1995 bis 1997 war er Geschäftsführender Direktor der Klinik und Poliklinik für Zahn-, Mund- und Kieferkrankheiten, von 1999 bis 2002 „Kommissarischer Leiter“ der Poliklinik. 2002 wurde er emeritiert.

## Leistungen
1986 wurde er vom Bundesminister für Jugend, Familie und Gesundheit zum Mitglied der Aufbereitungskommission für den Bereich „Zahnheilkunde“ (B9) berufen, die über die
Nach-Zulassung von auf dem Markt befindlichen Werkstoffen für die Zahnheilkunde zu befinden hatte.
Von 1981 bis 1989 war er Mitglied des Vorstandes und von 1989 bis 1993 Präsident der Deutschen Gesellschaft für Zahn-, Mund- und Kieferheilkunde (DGZMK). In dieser Funktion leitete er die DGZMK-Jahrestagungen 1991 in
Hannover und 1993 in Köln. Von 1982 bis 2002 war er Mitglied des Lehrkörpers der Akademie Praxis und Wissenschaft der DGZMK. Darüber hinaus war er aktives Mitglied in einer
Reihe anderer Gesellschaften, wie der Deutschen Gesellschaft für Zahnerhaltung und der Arbeitsgemeinschaft für Grundlagenforschung. Von 1985 bis 1989 war er Sprecher der Hochschullehrer für Zahnerhaltung und Parodontologie, viele Jahre auch Fortbildungsreferent der Bezirksstelle Köln der Zahnärztekammer Nordrhein.
Darüber hinaus war er Mitglied der deutschen Delegation bei der Weltzahnärzteorganisation FDI (Fédération Dentaire Internationale) und aktives Mitglied verschiedener FDI-Kommissionen. Aufgrund seiner weitreichenden Erfahrungen wurde er mit der Leitung und Ausrichtung des Jahresweltkongresses der FDI 1992 in Berlin betraut.
Nolden hat das von Ernst Sauerwein begründete Lehrbuch der Zahnerhaltungskunde (Thieme-Verlag) überarbeitet und neu herausgegeben, das mehrere Auflagen erlebte und von Generationen von Studenten verwendet wurde. Als Wissenschaftler befasste er sich vor allem mit den
Eigenschaften neuer Komposit-Füllungsmaterialien. Zusammen mit seinen Mitarbeitern an der Bonner Klinik wurden erste Studien über Laser in der Zahnheilkunde sowie solche über regenerative Parodontitistherapien durchgeführt. Er publizierte 113 wissenschaftliche Arbeiten und hielt 137 wissenschaftliche Vorträge, darüber hinaus verfasste er eine Reihe von Buchbeiträgen.
Für seine Habilitation über Die Frontzahnfüllung erhielt er 1978 den höchsten Wissenschaftspreis der DGZM, den Miller-Preis, 1993 die Ehrennadel der Bundeszahnärztekammer in Gold.

## Werke
- Über die elastischen Anteile von vernetzten und nicht vernetzten Methacrylaten. Köln, 1962
- Zahnerhaltungskunde. Stuttgart: Thieme, 1994, 6., vollst. neubearbeitete Auflage